# Информационное агентство Исламской Республики
Информационное агентство Исламской Республики (перс. خبرگزاري جمهوري اسلامي ايران‎);(англ. The Islamic Republic News Agency), сокращенно ИРНА (перс. ایرنا‎) — официальное информационное агентство Исламской Республики Иран. Финансируется правительством и контролируется министерством культуры и исламской ориентации. ИРНА работает на платформе сайта (http://www.irna.ir), а также выпускает газету «Иран» и несколько других периодических изданий. До Исламской революции 1979 года ИРНА называлась Информационное агентство «Парс» (перс. خبرگزاری پارس‎). С 2010 года исполнительным директором ИРНА является Али Надери.
ИРНА имеет 60 офисов в Иране и около 30 в других странах мира.
Девиз информационного агентства — «Скорость, аккуратность, точность» (перс. سرعت، صحت و دقت‎).

## История
В 1934 году министерство иностранных дел Персии выпустило указ о создании информационного агентства «Парс» как официального новостного источника страны. В течение следующих шести лет «Парс» работал как подведомственная организация министерства иностранных дел и публиковал как новости Ирана, так и переводные новости других стран. Франс-пресс был первым информационным агентством, начавшим сотрудничество с «Парсом».
В мае 1940 года был основан департамент пропаганды, и «Парс» стал частью департамента. Постепенно иранское информационное агентство расширяло количество иностранных источников и стало сотрудничать с Рейтером, Ассошиэйтед Пресс, Юнайтед Пресс Интернэшнл и Анатолийское агентство (Турция).
После государственного переворота в Иране в 1953 году «Парс» начал активно модернизироваться: печаталось больше новостей, нанимались сотрудники со свежим взглядом на журналистику и т.д. ИРНА появилась на радио. В соответствии с новым законодательством «Парс» осуществлял деятельность под контролем государственных ведомств и министерств, таких как министерство культуры и министерство почты, телеграфов и телефонной связи.
В 1957 году «Парс» снова стал независимой организацией, а в 1963 году агентство стало частью министерства информации. В июле 1975 года иранский парламент принял законопроект о создании министерства информации и туризма и изменении статуса «Парса» на открытое акционерное общество с активом в 300 млн реалов.
После Исламской революции 1979 года Революционный совет переименовал министерство информации и туризма в министерство национального руководства, а «Парс» — в Информационное агентство Исламской Республики.

## Новостные регионы ИРНА
ИРНА разделила зону деятельности на четыре региона, в каждом из которых находится главный офис агентства:
1.	Ближний Восток и Африка — главный офис находится в Бейруте, Ливан. Филиалы ИРНА есть в Анкаре, Дамаске, Абу-Даби, Аммане и Кувейте.
2.	Европа и Америка — главный офис находится в Лондоне. Филиалы ИРНА функционируют в Бонне, Вене, Париже, Риме, Сараево, Афинах, Мадриде, Нью-Йорке и Вашингтоне.
3.	Азия и Океания — главный офис находится в Куала-Лумпуре, Малайзия. Филиалы ИРНА находятся в Токио, Пекине, Исламабаде, Алма-Ате, Душанбе и Ашхабаде.
4.	Домашний регион — главный офис находится в Тегеране, филиалы работают во всех провинциях страны.

## Пресса ИРНА
В настоящее время ИРНА публикует семь ежедневных газет и других периодических изданий:
• «Иран» (перс. ایران) — газета на персидском языке, пользующаяся большой популярностью у представителей среднего класса;
• Iran Daily — газета на английском языке, данное издание имеет также новостной сайт;
• «Аль-Вефак» (араб. الوفاق‎) — одна из двух существующих в Иране ежедневных газет на арабском языке;
• «Иран-е варзеши» (перс. ایران ورزشی) — иранская газета, специализирующаяся на освещении иранских и зарубежных спортивных новостей;
• «Иран-е джаван» (перс. ایران جوان) — газета, ориентированная на молодёжь;
• «Иран-е саль» (перс. ایران سال) — альманах, публикующий отчёт о наиболее выдающихся событиях в стране;
• «Иран-е сепид» (перс. ایران سپید) — единственное в своём роде издание на Ближнем Востоке, публикующееся на языке Брайля для слепых и слабовидящих иранцев.